# Hallerstrasse station
Hallerstrasse är en tunnelbanestation i stadsdelen Rotherbaum, norr om centrala Hamburg. Stationen öppnade 1929 och trafikeras av tunnelbanans linje U1.
Hallerstrasse station ligger i korsningen av Rothenbaumchaussee, en av Hamburgs stora genomfartsleder, och Hallerstrasse, känd för tennisparkkomplexet Am Rothenbaum, platsen för de årliga German Open Tennis Championships. Själva gatukorsningen definieras också av Rotherbaum Multimedia Centre, ett stort kontorskomplex designat av Norman Foster och färdigställt 1999. Söder om stationen ligger Museum am Rothenbaum och sydväst ligger kända Grindelviertel samt i öster Pöseldorf Center. 

## Bilder

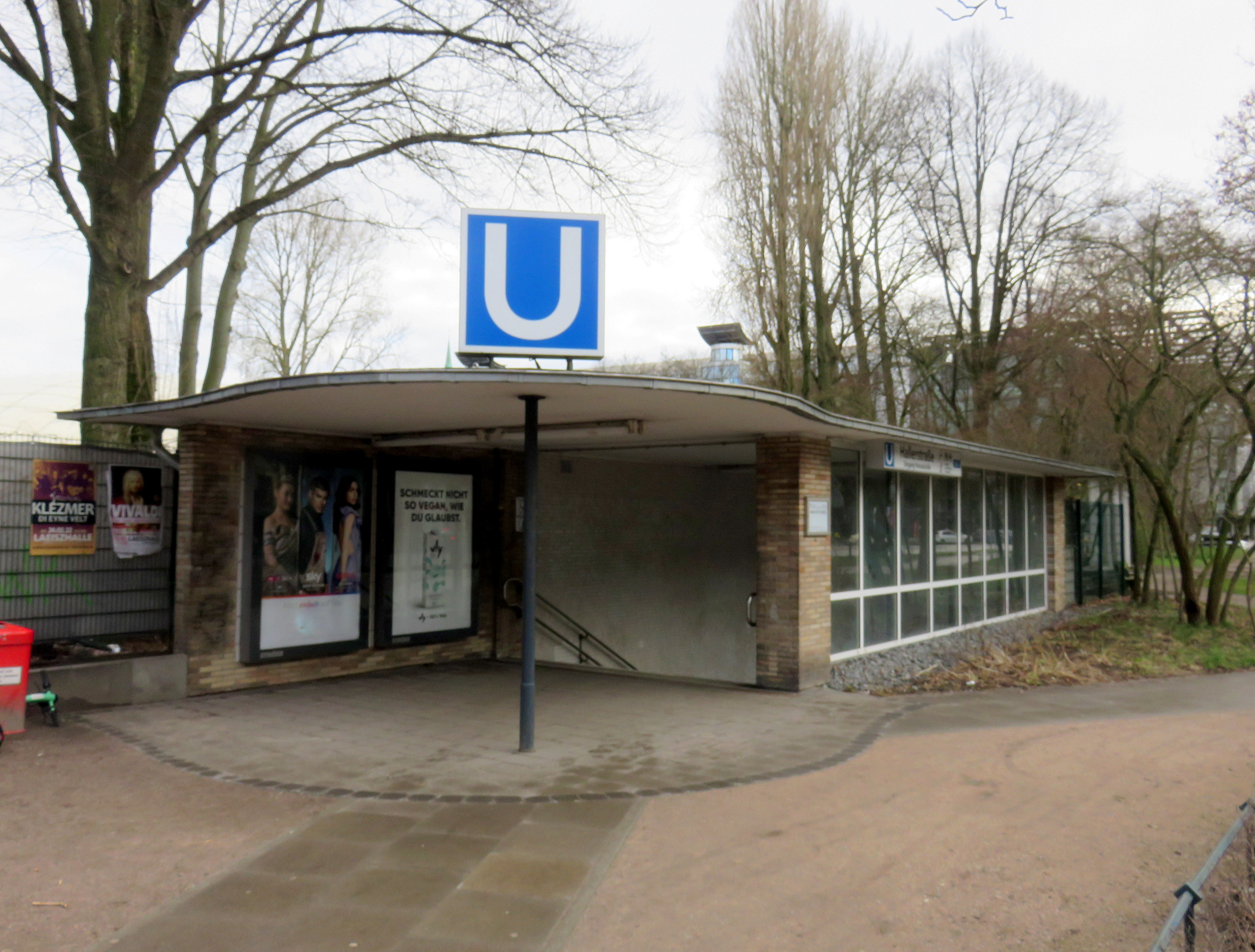
Norra entrén
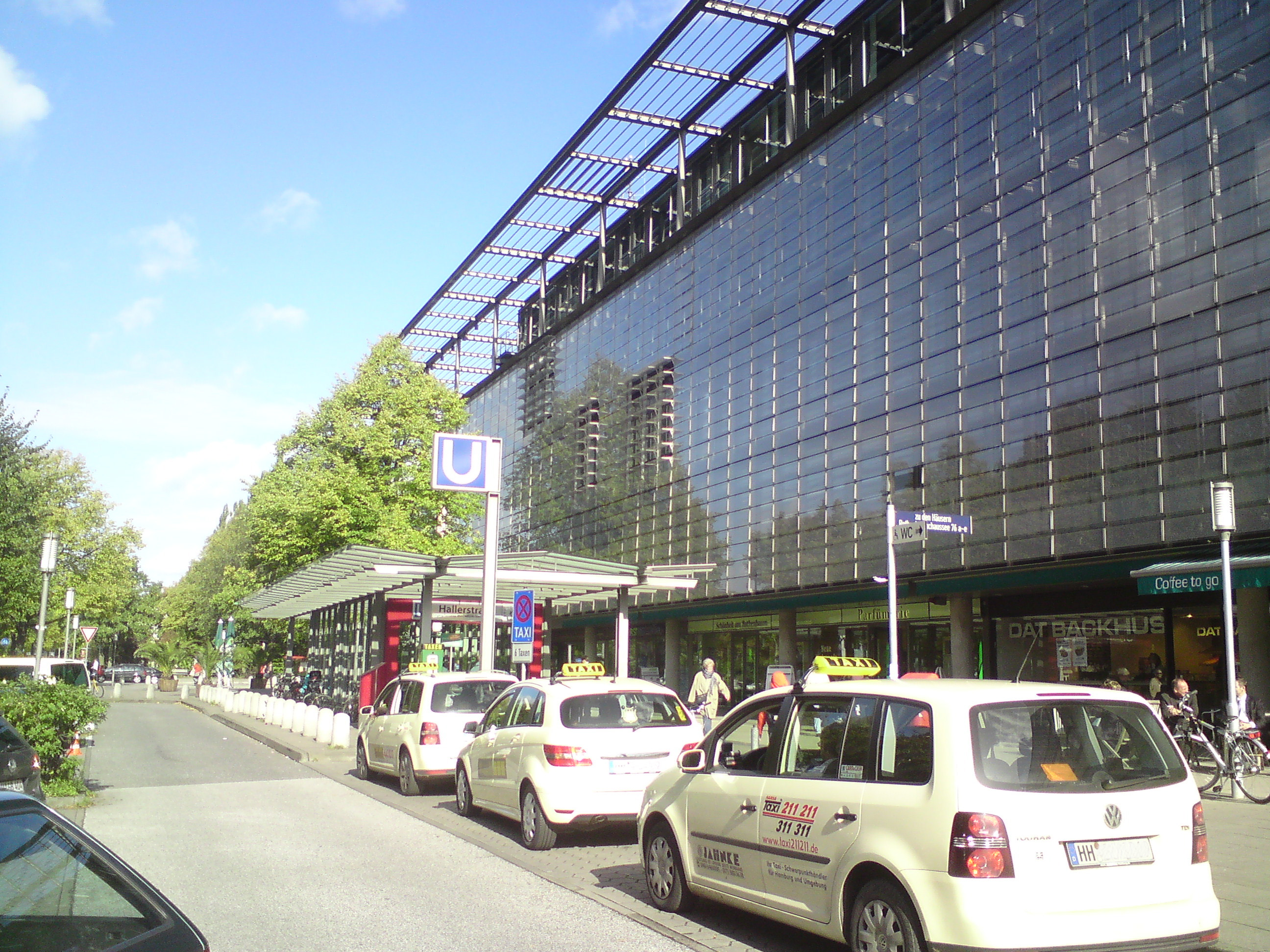
Södra entrén
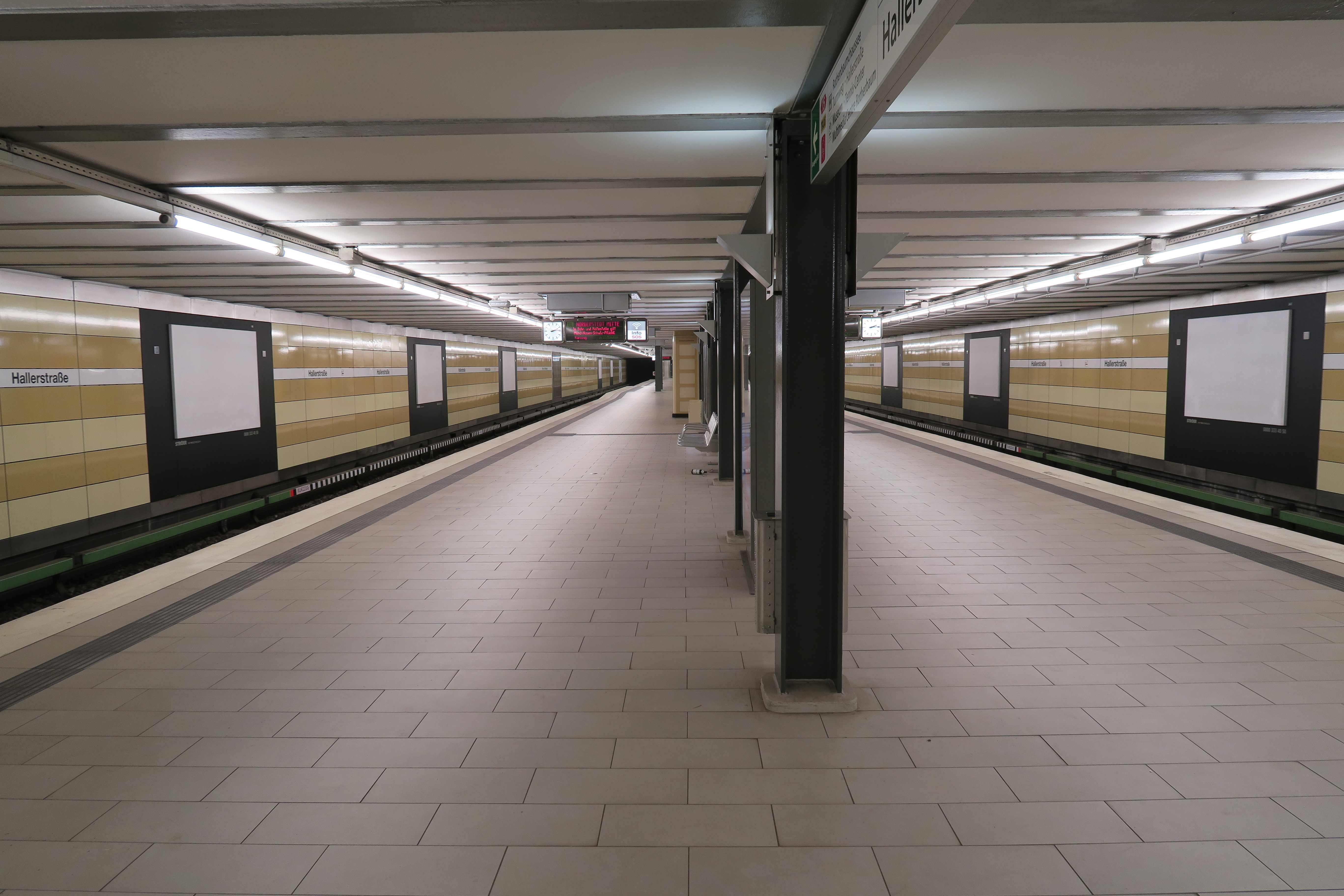
Perrongen